# Távvezérelhető mozdony
A távvezérelhető mozdony olyan vasúti mozdony, amely távvezérlővel működtethető. Abban különbözik a hagyományos mozdonyoktól, hogy a szerelvényen belül egy vagy több mozdonyra távvezérlő rendszert szereltek, amely mechanikus vagy rádiós adó- és vevőkészüléket használ. A mozdonyt egy olyan személy kezeli, aki fizikailag nem tartózkodik a mozdony vezetőfülkéjében lévő kezelőszerveknél. A vasúti iparban már évek óta használják őket az olyan ipari feladatok ellátására, mint például az ömlesztett anyagok kirakodása, a gyártásüzem, a feldolgozás és az ipari tolatás. A rendszereket úgy tervezték, hogy üzembiztosak legyenek, így a kommunikáció megszakadása esetén a mozdonyt automatikusan megállásra kényszerítik.

## Története

### Egyesült Királyság

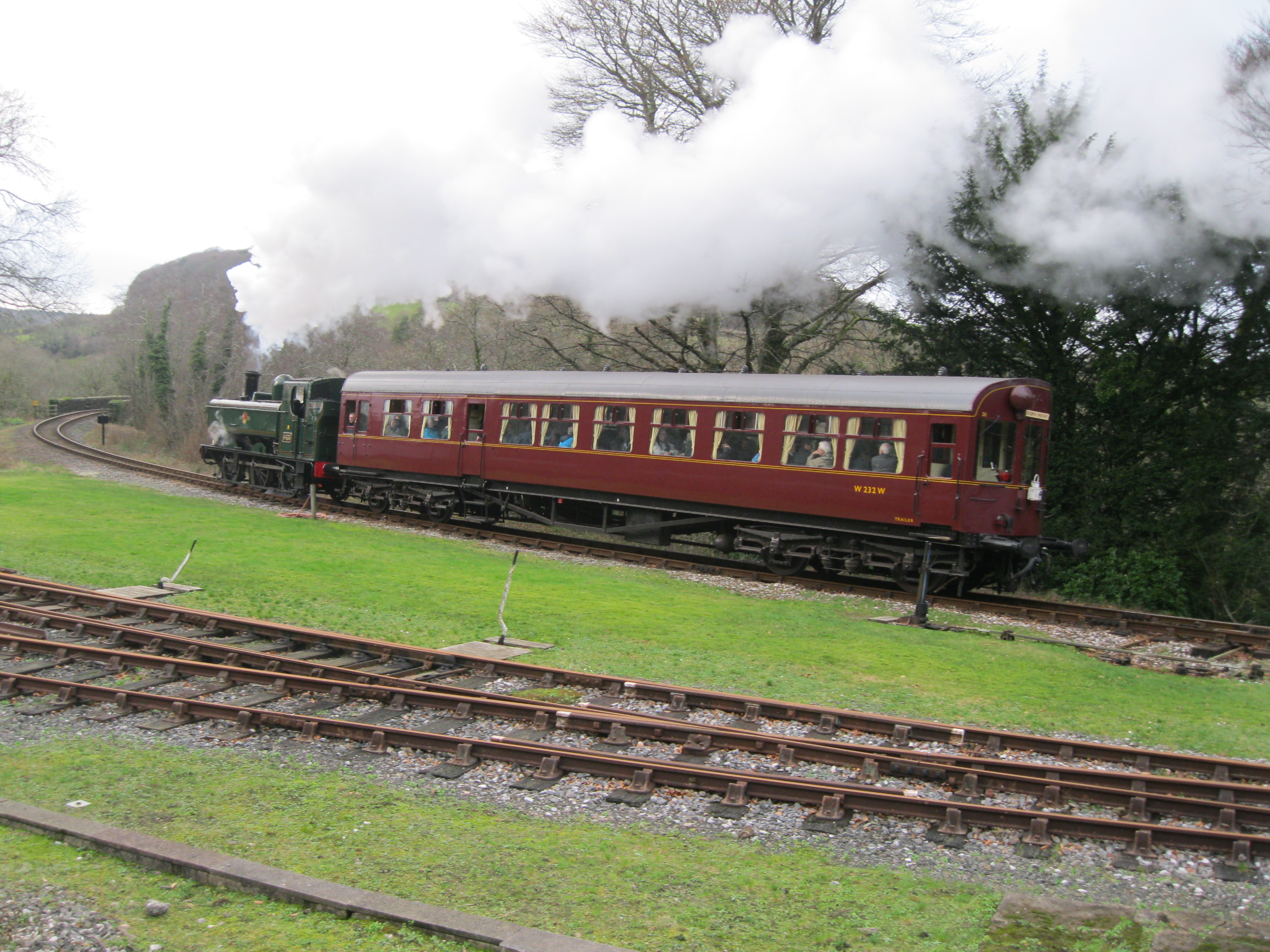
Egy GWR-gőzmozdony egy „autocoach” típusú kocsival a Bodmin and Wenford Railwayen

Az egyik legkorábbi távvezérelhető vasúti jármű a GWR Autocoach volt, amely az alacsonyabb üzemeltetési költségek és az egyszerűbb karbantartás miatt felváltotta a GWR-gőzmotorkocsikat. Az „autocoach elöl” üzemmódban a szabályozó egy, a mozdony hosszában futó, a vezetőfülke padlója alatt áthaladó forgó tengelyhez csatlakozó összeköttetéssel működik. Ez egy teleszkópos tengelykapcsolón keresztül egy másik tengelybe kapcsolódik, amely az autocoach padlója alatt fut végig. Ezt a tengelyt egy második szabályozó kar forgatja az autocoach vezetőfülkéjében. A mozdonyvezető egy nagyméretű mechanikus gonggal is jelezheti a vonat közeledtét, melyet az autocoach vezetőfülke felöli végén, magasan, jól láthatóan szereltek fel, és amelyet a vezetőfülke padlóján lévő pedálra taposva működtetnek. A mozdonyvezető, a kalauz és a fűtő elektromos csengőrendszerrel kommunikál egymással.

### Észak Amerika

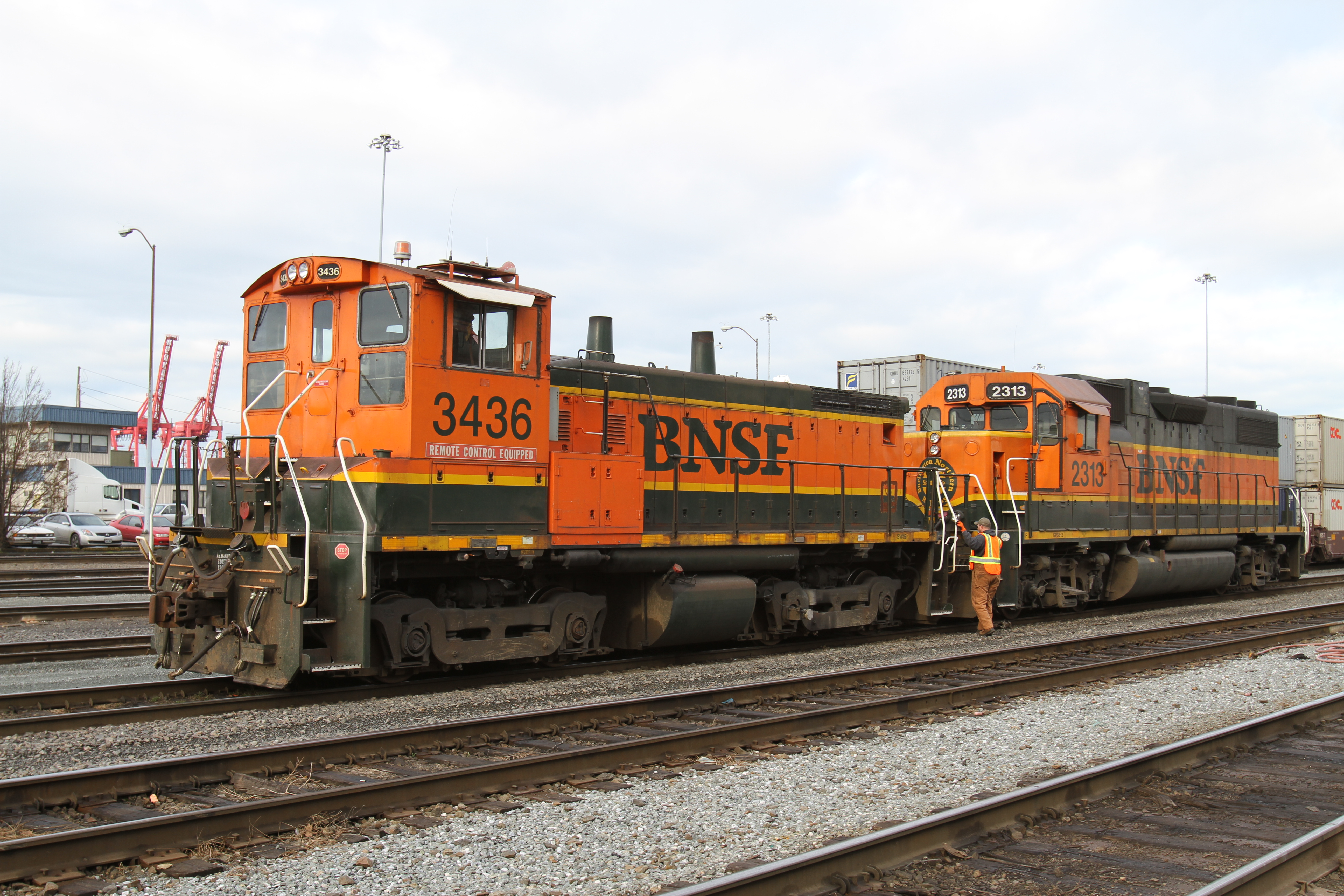
Egy a BNSF Railway által üzemeltetett távvezérelhető EMD SW1500 típusú tolatómozdony. Erre a vezetőfülke oldalán látható felirat, valamint a fülke tetejére szerelt stroboszkópos jelzőfény is felhívja a figyelmet

Észak-Amerikában a távvezérelhető mozdonyokat az 1980-as évek óta használják. 1988-ban az Egyesült Államok Munkahelyi Biztonsági és Egészségügyi Hivatala (OSHA) veszélyességi tájékoztatót adott ki a használatukról. 1999-re a Canadian National 115 távvezérlő berendezéssel felszerelt mozdonnyal rendelkezett, ezek a sík rendező pályaudvari tolatási feladatok 70%-át és az összes gurítódombos műveletet lefedték. A Canadian National becslései szerint a hagyományos tolatási műveletekhez képest évente 20 millió CA$ megtakarítást ér el.
A Brotherhood of Locomotive Engineers and Trainmen szakszervezet aggodalmát fejezte ki a távvezérlésű mozdonyokkal kapcsolatban. A szakszervezet szerint a távvezérlésű mozdonyok nem olyan hatékonyak, mint a hagyományos, vezetőállásban lévő mozdonyvezetővel végzett rendezési műveletek, ugyanakkor veszélyesebbek is.
2001-ben az amerikai Szövetségi Vasúti Hivatal (FRA) iránymutatásokat ajánlott a távvezérlésű mozdonyok üzemeltetésére vonatkozóan.
A Union Pacific Railroad „vezérlőkocsis távirányítású mozdonyok” (CCRCL) néven kifejlesztette a saját távvezérlésű mozdonyait. A CCRCL egy lecsupaszított mozdony, amely távvezérlő berendezéssel van felszerelve. A CCRCL nem rendelkezik a meghajtásról gondoskodó motorral, így egy hagyományos mozdonyhoz kell csatlakoztatni.

## Modern rendszerek

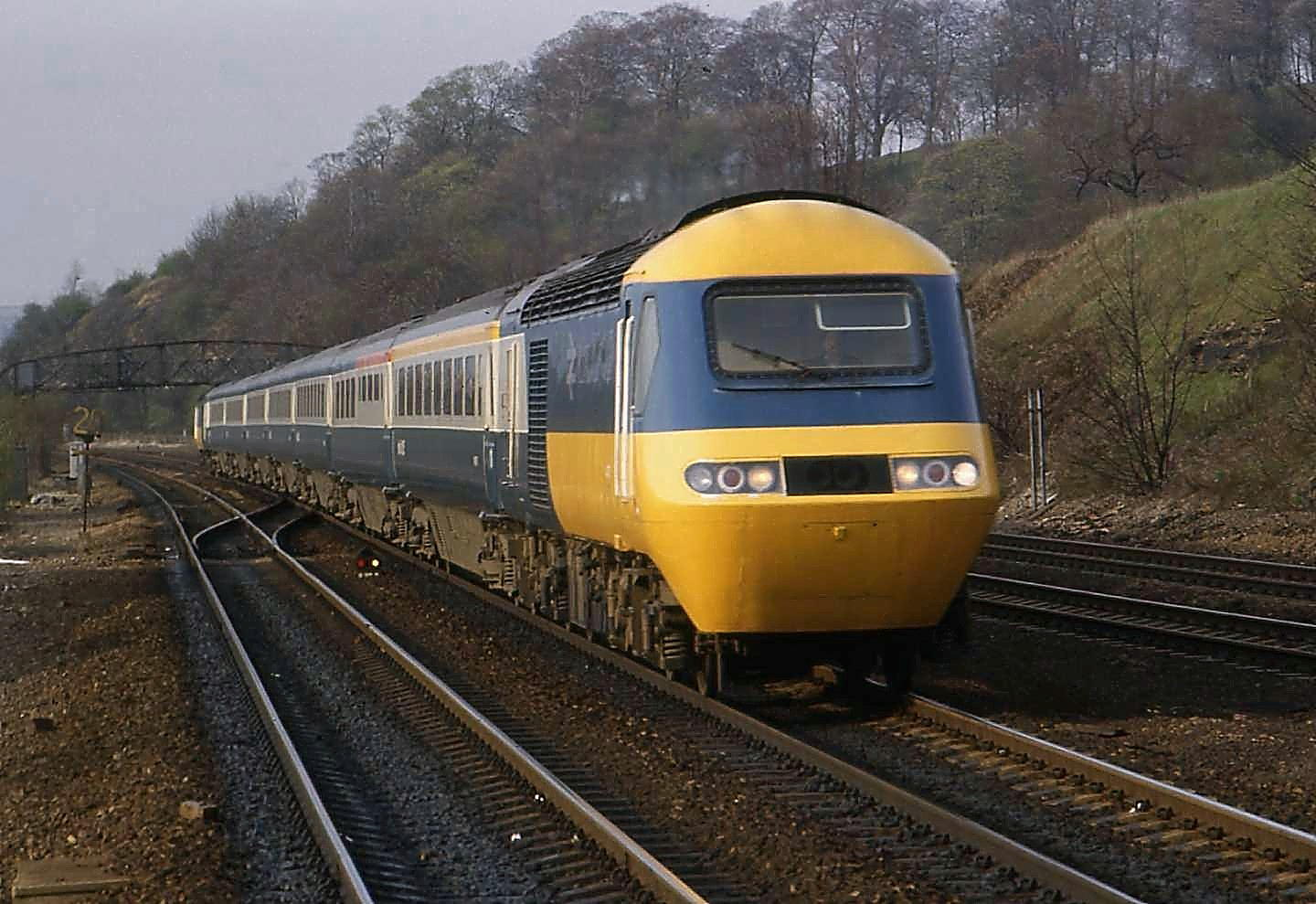
Egy InterCity 125 az eredeti British Rail-festésben Chesterfield közelében

A modern távvezérlő rendszerek digitális jeltechnológián alapulnak, a legtöbbjük időosztásos multiplexelés elvű átvitelt használ, hogy csökkentse az integrált vezérléshez szükséges kábelek számát vagy a rádiós sávszélességet.
A brit InterCity 125 volt az első személyvonat, amely időosztásos multiplexelés elvű technológiát használt. 1976-tól vezették be, hogy lehetővé tegye a két 43 sorozatú vonófej közé besorolt nyolc kocsi irányítását.
A GE Transportation által kifejlesztett Locotrol rendszer lehetővé teszi az elosztott energiaellátást (Distributed Power, DP), amely a vezető mozdonyról rádióvezérléssel jeleket küld a távoli egységeknek. A Locotrolt világszerte több mint 8500 mozdonyra szerelték fel. A felhasználói között szerepelnek a BHP Iron Ore, a Westrail és az Aurizon ausztrál vállalatok is.

## Fordítás
- Ez a szócikk részben vagy egészben  a   Remote control locomotive című angol Wikipédia-szócikk ezen változatának fordításán alapul.  Az eredeti cikk szerkesztőit annak laptörténete sorolja fel. Ez a jelzés csupán a megfogalmazás eredetét és a szerzői jogokat jelzi, nem szolgál a cikkben szereplő információk forrásmegjelöléseként.